# 高崎市浜川競技場
高崎市浜川競技場（たかさきし はまがわきょうぎじょう）は、群馬県高崎市の浜川運動公園内にある競技場。陸上競技やラグビー、サッカー等で使用される。
施設は高崎市が所有し、公益財団法人高崎財団が指定管理者として運営管理を行っている。 

## 施設概要
- 日本陸上競技連盟第2種公認
- トラック：400m×8レーン（全天候舗装、ブルートラック）
- 収容人員：2320人（うちメインスタンド1120人分は座席、それ以外のバック・サイドスタンドは芝生席）
- 多目的運動場 (補助競技場的役割)

第38回国民体育大会のラグビー競技会場として開場した施設で、群馬県のラグビー競技拠点施設に指定されている。また、日本陸上競技連盟公認の第2種陸上競技場であり、地域大会規模の陸上競技会に幅広く利用される。2016年度より第2種公認更新工事が始まっており、整備完了後にはバックスタンドが拡張され、5000人以上の収容人員が確保される。
過去には日本フットボールリーグ所属のサッカーチーム・アルテ高崎（2011年解散）が本拠地の一つとして使用していた。

## 交通
- 高崎駅西口バスのりばから下記系統を利用。
  - 群馬バス「浜川経由箕郷行き」または「伊香保行き」のいずれかを利用し「経大付属高校入口」下車徒歩10分
  - 高崎市営バスぐるりん「5系統・大八木循環線　北廻り」に乗車し「浜川体育館」下車徒歩1分（但し2番の経路を利用する場合は本数が限られるのでダイヤ確認）